# Stefan Haffner
Stefan Haffner (* 1962 im Münsterland, Nordrhein-Westfalen) ist ein deutscher Krimi-Autor.

## Werdegang
Stefan Haffner studierte in Frankfurt am Main Geschichte, Europäische Ethnologie, Kunstgeschichte, Romanistik, Politikwissenschaften, Sport und Theologie, ehe ihn die Ereignisse der Wende 1989/90 nach Sachsen zogen. Dort arbeitet er heute in Leipzig als Lehrer für Sport, Geschichte und Gemeinschaftskunde und betätigt sich als Autor.

## Werke

### Romane
- Lerchen und Löwen. Mitteldeutscher Verlag, Halle (Saale) 2006, ISBN 3-89812-395-2.
- Die Rückkehr der Wölfin. Mitteldeutscher Verlag, Halle (Saale) 2007, ISBN 3-89812-427-4.
- Kindermund. Mitteldeutscher Verlag, Halle (Saale) 2010, ISBN 3-89812-704-4.

### Kurzgeschichten
- "Thanks to Frank" in Momo Evers (Hrsg.): Bitte mit Schuss. Kulinarische Kurzkrimis aus Berlin. Mitteldeutscher Verlag, Halle (Saale) 2007, ISBN 3-89812-426-6